# Луна 9
Луна 9 е космически апарат, изстрелян от СССР по програмата Луна с цел изследване на Луната. На 3 февруари 1966 г. Луна 9 е първият апарат, осъществил меко кацане в работно състояние на повърхността на друго небесно тяло. Предадени са панорамни снимки на повърхността на Луната.
Спускаемият модул, осъществил меко кацане, има тегло 99 kg. Той е херметизиран и в него са поместени радиокомуникационната система, контролната система, климатична система, източници на енергия и камерата.
Апаратът е изведен в орбита, използвайки ракета-носител Мълния, като четвъртата степен се отделя от апарата след ускоряване по траектория към Луната. Малко преди започване на спускането към повърхността спускаемият модул се отделя от останалата част на апарата.
Осъществено е кацане в Oceanus Procellarum (Океана на бурите) на 3 февруари 1966 г. Четирите капаци, видни на снимката, служат се изправяне на апарата след кацането. Антените се разтварят с помощта на пружини. Заснемането на повърхността се осъществява с помощта на система от огледала, насочващи светлината към камерата във вътрешността на апарата. Проведени са седем радиосесии с продължителност 8 часа и 5 минути. Заснетите снимки показват скали и хоризонт на разстояние от около 1,4 km от апарата.
Луна 9 е първият апарат, конструиран от конструкторското бюро Лавочкин, което впоследствие ще построи почти всички следващи съветски космически апарати. Мястото на кацане е с координати от 7°8' с. ш. и 64°22' з. д., на запад от кратерите Рейнер и Мариус в Морето на бурите. Датата е 3 февруари в 18:45 ст. време Луна 9 започва да предава данни към Земята веднага след прилуняването. Но едва 7 часа след вдигането на Слънцето до 7 градуса, биват заснети и предадени първите фотографии, включващи 9 снимки, измежду които 5 панорами. Това са първите изображения от повърхността на друго небесно тяло.
Измерена е радиация на повърхността на Луната в размер от 0,3 грей на ден. Може би най-важното откритие е това че реголитът може да поддържа сравнително тежко тяло. Контактът с апарата е изгубен в 22:55 ст. време на 6 февруари 1966 г.